# 12517 Grayzeck
12517 Grayzeck è un asteroide della fascia principale. Scoperto nel 1998, presenta un'orbita caratterizzata da un semiasse maggiore pari a 2,3492900 au e da un'eccentricità di 0,1951137, inclinata di 0,65890° rispetto all'eclittica.
L'asteroide è dedicato all'archivista statunitense Edwin John Grayzeck.